# Abdelâdim El Guerrouj
Pour l’article homonyme, voir Hicham El Guerrouj.
Abdelâdim El Guerrouj (en arabe: عبد العظيم الݣروج), né en 1970 à Berkane, est un homme politique  marocain, affilié au parti Mouvement populaire. Le 3 janvier 2012, il devient ministre délégué chargé de la fonction publique et de la modernisation de l'administration dans le gouvernement Benkirane. Il est démis de ses fonctions en mai 2015.

## Origines et études
Abdelâdim El Guerrouj suit des études supérieures en gestion du patrimoine et finances puis obtient un Master en finances de l'Université d'Ottawa. Il est également titulaire d'un diplôme l'Institut des études supérieures et de commerce de Paris.
Il travaille par la suite à la Caisse de dépôt et de gestion (CDG) et au Ministère de l’économie et des finances.

## Parcours politique et faits marquants
La première loi organique du Gouvernement Benkirane en 2012 est portée par Abdelâdim El Guerrouj pour mettre en place une nouvelle procédure de nomination aux postes de haut niveau dans l'administration.

### Affaire de Saïdia
Selon une association, le père du ministre aurait bénéficié de la cession d’un lot de terrain public, plus de 8000 m2, à Saïdia, pour la somme de 200 dh le m2 alors que son prix sur le marché dépasse les 5000 dh le m2 .  Son père aurait bénéficié de complaisance au sein des délégations du Ministère des Finances dans la région de l’Oriental pour la conclusion de la cession .
L'association demande dans une lettre adressée au Ministre des Finances Mohamed Boussaid d’annuler l’opération car entachée d’irrégularités 

### Affaire des chocolats
La presse révèle que le ministre aurait commandé 33735 dirhams de chocolats au frais de son ministère . 
Au lendemain de la révélation de cette affaire, le ministre accuse un haut fonctionnaire d’être à l’origine du scandale. Selon le ministre , le haut fonctionnaire voulait faire un cadeau à sa famille du ministre et aurait commandé du chocolat et réglé la facture le jour même de la passation de pouvoirs entre lui et le nouveau ministre de la Fonction publique, Mohamed Moubdiî 
Le ministre annonce qu'il va lancer des poursuites judiciaires contre le journal qui a révélè l’information 
Par la suite il explique qu'il s'agit d'un malentendu. Il affirme que sa mère aurait ordonné au chauffeur d’acheter des plateaux de chocolats chez le même traiteur où le ministère a l’habitude de commander. Le chauffeur aurait conclu qu'il s'agissait d'une commande destinée au ministère et que le traiteur aurait adressé la facture au département .
Son parti le mouvement populaire après des délibérations internes publie un communiqué où il exprime sa solidarité avec le ministre .

### Refus de démissionner
Après son débarquement du gouvernement, Abdeladim El Guerrouj refuse de faire la passation de pouvoir . 
Il trouve refuge chez ses oncles maternels de la zaouia Boutchichia, à Ahfir dans la province de 
Berkane 